# Adolf Lu Hitler Marak
Adolf Lu Hitler R. Marak (c. 1958) es un político indio, nativo del estado de Meghalaya. Es miembro del Nationalist Congress Party (NCP), por el cual ocupó un escaño en el congreso estatal hasta febrero de 2003. Fue ministro de Medio Ambiente durante el gobierno de E. K. Mawlong, y Ministro de Cooperación durante el de F. A. Khonglam.

## Biografía
Fue arrestado el 27 de junio de 2003, acusado de mantener relaciones con el proscrito grupo militante Achik National Volunteers' Council.  Fue puesto en libertad bajo fianza después aproximadamente un mes. Al año siguiente perdió las elecciones al ayuntamiento del distrito de Garo Hills para el departamento de Dengnakpara G.D.C. frente a Roster Sangma del Congreso. Perdió las elecciones de 2003 por tan solo 300 votos frente a Zenith Sangma. Sin embargo, ganó en las elecciones de 2008.

## Nombre
Se puede notar que su nombre no es particularmente extraño dentro de Meghalaya, donde otros políticos se llaman Lenin R. Marak, Stalin L. Nangmin, Frankenstein W. Momin, o Tony Curtis Lyngdoh. Dijo Marak al Hindustan Times: «Tal vez les gustó a mis padres el nombre, y por eso me llamaron Hitler. Estoy contento con mi nombre, aunque no tengo ninguna tendencia dictatorial».